# Луція Харевічева
Лу́ція Генрика Марія Харевіче́ва (Харевічо́ва, Харе́вич, до шлюбу Стшелецька) (пол. Łucja Henryka Marja Charewiczowa; 12 серпня 1897, Чесанів, Польща — 17 грудня 1943, Аушвіц, Польща) — польська вчена, історик, архівістка, доктор філософії, дослідниця історії Львова, кустош (хранителька) Львівського історичного музею, активна діячка Товариства шанувальників міста Львова.

## Родина
Народилася в сім'ї дрібного урядовця Яна Стшелецького і його дружини Цезарини, до шлюбу Микуловської (деякі дослідники вважають, що мати Луції була українкою за походженням). Шкільні роки провела в Чесанові, Ярославі та Перемишлі, але гімназійний атестат отримала лише 1918 року у Львові.

## Навчання
В 1919 році Луція Стшелецька вступає до Краківського університету, а згодом продовжує навчання вже у Львівському університеті на історичному факультеті. Ще в студентські роки (з 1921 року) розпочинає дослідницьку роботу під керівництвом професора Яна Птасьника, чия наукова школа була відомою далеко за межами Польщі. Висока кваліфікація керівника, його вимоги і ставлення до історичної науки, вміння працювати з першоджерелами і архівами забезпечили Луції належний рівень професіоналізму. 1924 року вона здобуває ступінь доктора філософії, а наступного року видає монографію «Торгівля у середньовічному Львові», в якій опубліковані результати досліджень, які були проведені нею у 1921—1924 роках.

## Наукова, викладацька і громадська діяльність
Після закінчення університету деякий час працює в гімназії Софії Стшалковської (тепер СШ № 6) у Львові викладачкою історії і латини. В ці часи вона мешкала на вул. Академічній, 11. В 1926 році перебуває на стажуванні у Франції, де вивчає спеціальний курс історії та культури міст. Набуті знання на довгі роки визначили спеціалізацію вченої. Після повернення до Львова вона досліджує історію розвитку Львова у всіх її аспектах: торгівля, право, міжетнічні та міжконфесійні стосунки, ремесла, економіку та будівництво, а також минуле визначних осіб, чиє життя та діяльність були пов'язані зі Львовом.
Рішенням Ради гуманітарного відділу Львівського університету з 1937 р. Харевічова стала доцентом історії міст і їхньої культури. 16 червня 1931 р. доктор Луція Харевічова була призначена на посаду хранителя (кустоша) фондів Історичного музею у Львові. Багато часу працювала в Архіві м. Львова, досліджуючи історію міст і їх розвиток. Здійснювала також упорядкування і проводила каталогізацію та інвентаризацію фондів Архіву м. Львова.
У 1924, 1926—1938 рр. була секретарем редакції журналу «Історичний Квартальник» («Kwartalnik Historyczny»). 1934 р. Луцію Харевічову було обрано почесним членом історично-філософського відділу Наукового товариства у Львові. 21 січня 1935 р. стала співробітницею історичної комісії Польської Академії Мистецтва. 
1940 р. виконувала обов'язки заступниці директора з наукової частини Історичного музею у Львові.

## Роки окупації
Після німецько-радянського поділу Польщі у 1939 році Л. Харевичова деякий час працює доцентом Львівського університету і продовжує роботу в Історичному музеї. Її чоловік, капітан Війська Польського Здіслав Харевич, пропав безвісти під час бойових дій. В 1940 році Л. Харевічова перебирається до Варшави, яка перебувала в зоні німецької окупації. Про цей період її життя зберіглось дуже мало відомостей, відомо лише, що вона брала участь у таємному навчанні польської молоді за що була арештована гітлерівцями в липні 1943 року і ув'язнена в сумнозвісному Пав'яку — варшавській політичній в'язниці, яку німецькі окупанти перетворили на гестапівську катівню. З в'язниці Л. Харевічеву перевели до концтабору Освенцим, де вона померла від епідемічного висипного тифу 17 грудня 1943 року.

## Відзнаки, нагороди
- 1928 р. нагороджена медаллю до 10-річчя відновлення незалежності Польщі «Dziesięciolecia Odzyskanej Niepodległości».
- За заслуги у громадській діяльності 11 листопада 1938 р. нагороджена Золотим Хрестом.

## Праці і публікації
Розвідки, публікації та особистий архів Луції Харевичової й у XXI столітті є важливими джерелами для істориків, про що свідчить кількість цитувань у науковій періодиці, монографіях та дисертаціях сучасних істориків. 
Найважливішими працями Л. Харевічевої вважаються «Чорна кам'яниця та її мешканці», «Історіографія та шанування Львова», «Торгівля в середньовічному Львові» та «Жінка в стародавній Польщі», які є найбільш цитованими у науковій і популярній літературі.

### Перелік вибраних праць
- «Торгівля Львова з Молдавією і Мультянами в середніх віках» (Handel Lwowa z Mołdawią i Multanami w wiekach średnich) (1924)
- «Торгівля в середньовічному Львові» (Handel średniowiecznego Lwowa) (1925)
- «Обмеження економічних прав православних і євреїв у Львові в XV і XVI століттях» (Ograniczenia gospodarcze nacyj schizmatyckich i Żydów we Lwowie XV i XVI wieku) (1925)
- «Історія міста Золочів» (Dzieje miasta Złoczowa) (1929)
- «Десятиріччя дослідження історії міста Львова» (Dziesięciolecie badań nad dziejami miasta Lwowa) (1929)
- «Львівські професійні організації за часів до поділу Польщі» (Lwowskie organizacie zawodowe za czasów Polski przedrozbiorowej) (1929)
- «Пошесті в стародавньому Львові» (Klęski zaraz w dawnym Lwowie) (1930)
- «Замки короля Яна ІІІ у Східній Малопольщі» (Zamki króla Jana III w Małopolsce Wschodniej) (1934)
- «Водогони стародавнього Львова 1404—1663» (Wodociągi starego Lwowa 1404—1663) (1934)
- «Чорна кам'яниця та її мешканці» (Czarna Kamienica i jej mieszkańcy) (1935)
- Z przeszłości Lwowianek (1935)
- «Історичний музей міста Львова. Путівник.» (Muzeum Historyczne miasta Lwowa: przewodnik po zbiorach) (1936)
- «Український жіночий рух» («Ukraiński» ruch kobiecy) (1937 — під псевдонімом Ц. Мікуловська (пол. C. Mikułowska), як псевдонім використала дошлюбне прізвище матері)
- «Історіографія та шанування Львова» (Historiografia i miłośnictwo Lwowa) (1938)
- «Жінка в стародавній Польщі» (Kobieta w dawnej Polsce) (1938)